# Anelosimus aulicus
Anelosimus aulicus är en spindelart som först beskrevs av Carl Ludwig Koch 1838.  Anelosimus aulicus ingår i släktet Anelosimus, och familjen klotspindlar. Arten har ej påträffats i Sverige.